# Maria Antonietta (cantante)
Maria Antonietta, pseudonimo di Letizia Cesarini (Pesaro, 26 agosto 1987), è una cantautrice italiana.

## Biografia
Letizia Cesarini studia Storia dell'Arte Medievale (passione ereditata dal padre, pittore di icone) e inizia la sua attività musicale all'età di 18 anni. 
Negli anni 2010, in seguito al riavvicinamento alla religione, ha anche studiato teologia.
In un'intervista, Letizia rivela che la svolta artistica è avvenuta in seguito all'incontro con Bob Corn avvenuto a Verona nel 2007.
Si fa notare come vocalist e chitarrista del duo Young Wrists, che forma con Alberto Baldolini. Nel 2009 registra per poi autoprodurre, nel luglio 2010, il suo debutto discografico solista con il nome di Marie Antoinette, omaggio alla regina di Francia. Il disco, dal titolo Marie Antoinette wants to suck your young blood ed è caratterizzato da un'attitudine prettamente punk e da testi in lingua inglese. Il tema di fondo è rappresentato dal coraggio delle donne. Vi sono dediche a Giovanna d'Arco (Joan of Arc) e alla poetessa Sylvia Plath (Sylvia Plath).
Nel luglio 2011 partecipa, assieme ad altri 13 artisti della scena indipendente italiana, alla scrittura del libro Cosa volete sentire. Compilation di racconti di cantautori italiani, che racchiude quattordici racconti, pubblicato poi l'autunno successivo da Minimum fax.
Nel novembre 2011 gli Young Wrists si sciolgono definitivamente e Letizia intraprende un lungo tour solista che si conclude, dopo un anno di difficoltà personali con la pubblicazione di un album in italiano. Il secondo lavoro, dal titolo Maria Antonietta viene infatti distribuito con il nome Maria Antonietta ed esce il 6 gennaio 2012 per Picicca Dischi. L'album è registrato e prodotto da Dario Brunori (Brunori Sas). L'album contiene molte influenze vocali e artistiche che rimandano a grandi cantanti italiane come Nada, Carmen Consoli e Cristina Donà, ma l'animo punk di Maria Antonietta fa pensare anche a PJ Harvey e Courtney Love. Anche questo album contiene elementi di agiografia e riferimenti all'universo sacro, soprattutto femminile, mescolato al profano (si vedano Santa Caterina e Maria Maddalena), e testi molto autobiografici. I singoli estratti sono Quanto eri bello e Saliva. Per il primo viene realizzato un video per la regia di Giacomo Triglia, mentre al secondo collaborano Leandro Emede e Nicoló Cerioni.
Nel maggio 2012 Maria Antonietta vince il premio KeepOn nella categoria "Rivelazione Live". È inoltre considerata da molte riviste e siti web dedicati una delle rivelazioni assolute del panorama musicale indipendente italiano.
Dopo un tour acustico, il 18 giugno 2013 pubblica il singolo Animali, che segna il debutto con l'etichetta discografica La Tempesta Dischi. Il singolo è accompagnato da una cover di Non ho l'età (Per amarti) di Gigliola Cinquetti e dal videoclip di Animali, montato da lei stessa con le riprese di Flavia Eleonora Tullio e pubblicato in esclusiva sul portale di la Repubblica XL. Nel periodo giugno-agosto 2013 è impegnata con un nuovo tour, in cui ad accompagnarla vi sono tra gli altri i fratelli Marco e Giovanni Imparato, membri rispettivamente dei Dadamatto e dei Chewingum: Giovanni Imparato (in arte Colombre) è anche il suo fidanzato.
Nel luglio 2013 aderisce al progetto Hai paura del buio?, promosso dagli Afterhours: si tratta di un festival culturale itinerante a cui prendono parte non solo altri musicisti (tra cui Marta sui Tubi, Il Teatro degli Orrori, Daniele Silvestri e Verdena), ma anche attori di cinema e teatro (Antonio Rezza con Flavia Mastrella, Michele Riondino), scrittori (Chiara Gamberale, Paolo Giordano), disegnatori e ballerini.
Il 20 gennaio 2014 annuncia la pubblicazione del suo secondo album ufficiale (terzo in assoluto), dal titolo Sassi. Il disco viene prodotto e arrangiato da Marco Imparato e Giovanni Imparato ed infine distribuito da La Tempesta Dischi. Esce l'11 marzo seguente.
Nel mese di febbraio viene pubblicato il video del brano Ossa e un mese dopo quello di Giardino Comunale, per la regia di Dandaddy (già al lavoro con Baustelle, Le luci della centrale elettrica e Dente).
Nel novembre 2014, dopo la pubblicazione del video del brano Tra me e tutte le cose, inizia un nuovo tour, accompagnata da Giovanni Imparato e Fabio Marconi.
Il 21 aprile 2015 pubblica l'EP Maria Antonietta loves Chewingum, realizzato in collaborazione con il gruppo dei Chewingum, che ha accompagnato la cantante in numerosi concerti dal vivo.
Nel maggio 2015 si esibisce a Musica da Bere dove viene premiata con la Targa Artista emergente.
Nel 2017 collabora con i Tre Allegri Ragazzi Morti come autrice per il brano E invece niente. Inoltre lavora per il mondo del teatro, componendo le musiche di una versione inedita dello spettacolo Tutta casa, letto e chiesa di Dario Fo e Franca Rame per la regia di Sandro Mabellini, interpretato da Valentina Lodovini.
Nel gennaio 2018 pubblica un nuovo singolo dal titolo Deluderti, che anticipa il suo terzo album in studio. Il successivo singolo Pesci viene pubblicato nel marzo seguente. Il 30 marzo 2018 pubblica il suo terzo album in studio Deluderti, e il 1º maggio si esibisce al tradizionale concerto di Roma. 
Nel 2019 pubblica il libro Sette ragazze imperdonabili, in cui tratteggia sette figure femminili a cui si sente legata tra cui le citate Sylvia Plath e Giovanna d'Arco, ma anche Cristina Campo, Etty Hillesum, Antonia Pozzi, Marina Cvetaeva ed Emily Dickinson.
Nel febbraio 2020 duetta al Festival di Sanremo nella serata delle cover con Levante (in gara) e Francesca Michielin sulle note di Si può dare di più.
Nel 2021 conduce Sacra bellezza su Sky Arte, serie documentaristica incentrata sulle reliquie e l'arte sacra cristiana, e l'anno dopo il documentario Maddalena - Il mistero e l'immagine sull'omonima mostra.
Dopo un periodo di scrittura e problemi di salute, nel 2023 duetta con Colombre in Io te certamente e a maggio 2023 pubblica l'album La tigre assenza, che omaggia nel titolo l'omonima raccolta poetica di Cristina Campo, anticipato dai singoli Arrivederci (uscito a gennaio, il primo per Warner), Per le ragazze come me (con Laila Al Habash) e Viale Regina Margherita (scritto con Francesco Bianconi dei Baustelle). Il 2 luglio apre, con Laila Al Habash, il concerto italiano di Lana Del Rey a Lido di Camaiore.

## Discografia

### Album in studio
- 2010 – Marie Antoinette wants to suck your young blood (come Marie Antoinette)
- 2012 – Maria Antonietta
- 2014 – Sassi
- 2018 – Deluderti
- 2023 – La tigre assenza

### EP
- 2015 – Maria Antonietta loves Chewingum (con i Chewingum)

### Singoli
- 2012 – Quanto eri bello
- 2012 – Saliva
- 2013 – Animali
- 2014 – Ossa
- 2014 – Giardino comunale
- 2014 – Abbracci
- 2014 – Tra me e tutte le cose
- 2015 – Molto presto (con i Chewingum)
- 2018 – Deluderti
- 2018 – Pesci
- 2018 – Vergine
- 2023 – Arrivederci
- 2023 – Per le ragazze come me (feat. Laila Al Habash)
- 2023 – Viale Regina Margherita

#### Come artista ospite
- 2023 – Io e te certamente (Colombre feat. Maria Antonietta)

### Partecipazioni
- 2011 – AA.VV. Cantonovanta con il brano Wannabe
- 2012 – AA.VV. Con due deca - La prima compilation di cover degli 883 con il brano Weekend
- 2013 – AA.VV. Tienile d'occhio - Dieci nuove cantanti italiane scelte da AlFemminile.com con il brano Quanto eri bello

## Libri
- Santa Caterina al Sinai, in Cosa volete sentire. Compilation di racconti di cantautori italiani, Minimum Fax, 2011
- Sette ragazze imperdonabili. Un libro d'ore, Rizzoli, 2019

## Televisione
- Sacra bellezza - Storie di santi e reliquie (Sky Arte, 2021) - conduttrice
- Maddalena - Il mistero e l'immagine (Sky Arte, 2022) - conduttrice